# Akademie für die arabische Sprache in Damaskus
Die  Akademie für die arabische Sprache in Damaskus (arabisch مجمع اللغة العربية بدمشق, DMG Maǧmaʿ al-luġa al-ʿarabīya bi-Dimašq) ist die älteste wissenschaftliche Einrichtung, die sich der Normierung der arabischen Sprache widmet.

## Geschichte
Sie wurde im Jahr 1918 durch einen Erlass des syrischen Königs Faisal I. nach dem Vorbild europäischer Akademien, insbesondere der Académie française, gegründet. Der Sitz der Akademie befindet sich in der Adliye-Madrasa in Damaskus, unweit der Umayyaden-Moschee. 
Mitbegründer und Präsident von 1919 bis zu seinem Tod war Muhammad Kurd Ali (1876–1953).
Die Präsidenten der Akademie waren:
- Muhammad Kurd Ali (1919–1953)
- Khalil Mardam Bey (1953–1959)
- Prinz Mustafa Shahabi (1959–1968)
- Husni Sabh (1968–1986)
- Shaker Al-Fahham (1986–2008)
- Marwan Mahasne (2008–)

Eine weitere Einrichtung dieser Art ist die Akademie der arabischen Sprache in Kairo.